# Kurbetta

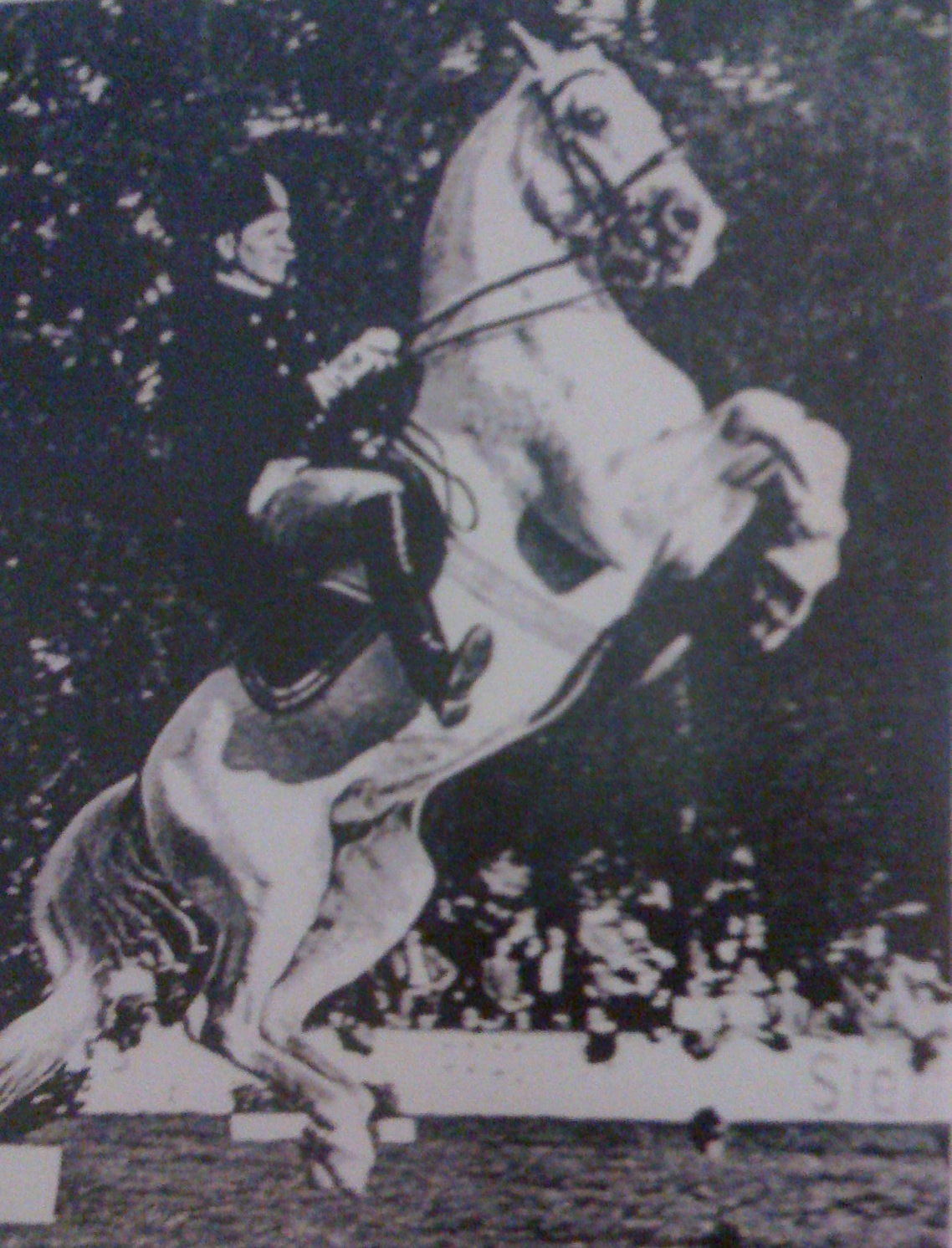
Siglavy Brezovica wykonuje kurbettę pod Georgiem Wahlem

Kurbetta – element klasycznego jeździectwa. Koń staje na tylnych nogach tak jak w pesadzie, a następnie wykonuje skok do przodu na tylnych nogach; po lądowaniu przednie nogi wciąż są uniesione w powietrzu. Koń może wykonać jeden taki skok albo kilka z rzędu; w serii skoków przednie nogi powinny cały czas być w powietrzu, a przód uniesiony wysoko. Konie uczone są tego ćwiczenia m.in. w Hiszpańskiej Szkole Jazdy w Wiedniu, kiedy osiągną najwyższy stopień wyszkolenia i rozwiną odpowiednią siłę fizyczną.